# Edward Hicks

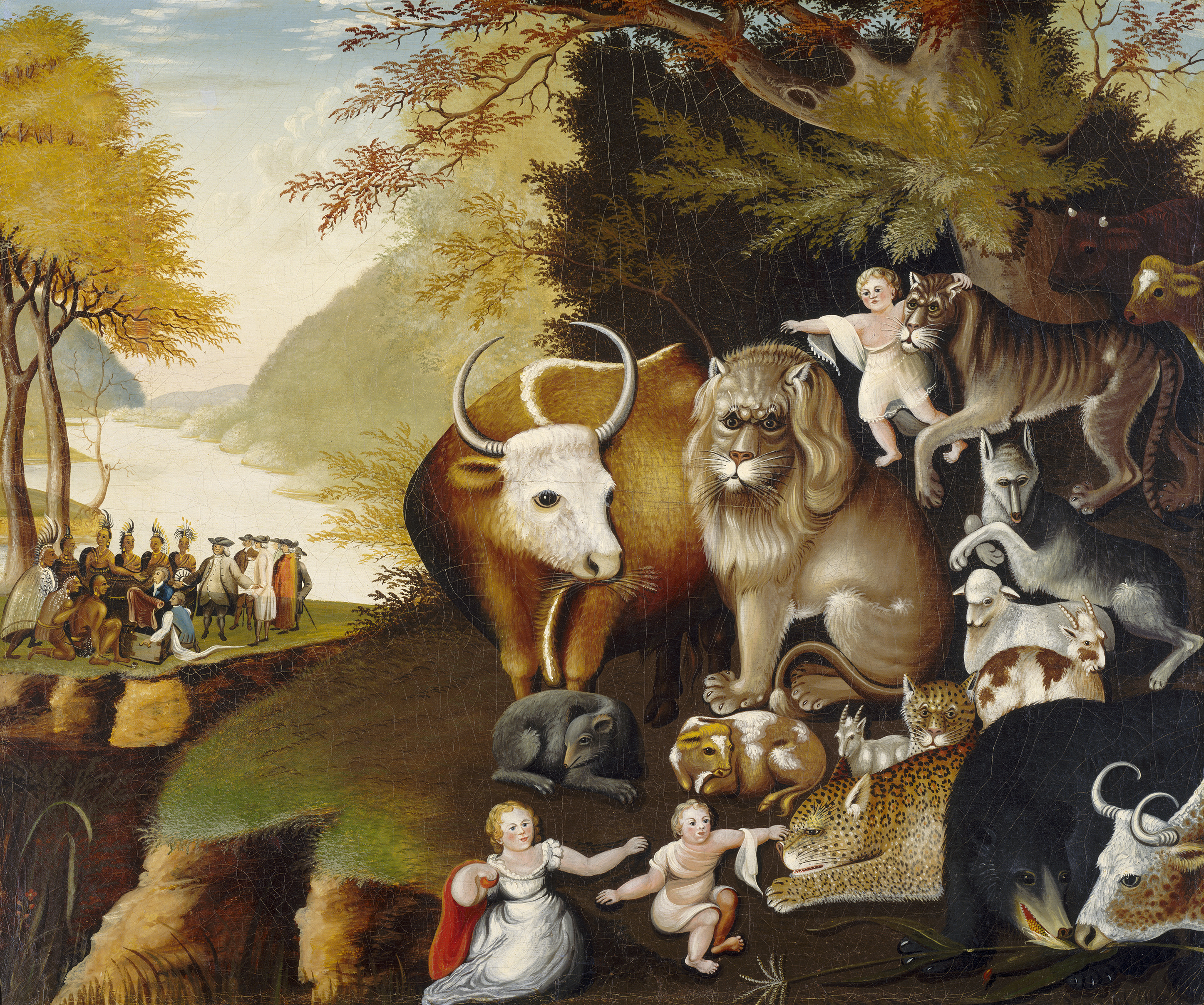
Edward Hicks, "Reino pacífico" (1834).

Edward Hicks (14 de abril de 1780 - 23 de agosto de 1849) fue un pintor folclórico estadounidense, un distinguido ministro cristiano de la Sociedad de Amigos, y también se convirtió en un ícono de los cuáqueros a causa de sus pinturas.

## Vida y carrera
Edward Hicks nació en la mansión de su abuelo en Langhorne, Bucks County, Pensilvania. Él nació en una vida de lujo, y sus padres fueron ambos anglicanos. Después de que su madre fallezca, cuando él tenía dieciocho meses de edad, Elizabeth Twining su matrona -una amiga cercana de su madre- le tuvo como uno de sus hijos. También le enseñó creencias Cuáqueras. Esto tuvo un gran efecto sobre el resto de su vida.
A la edad de trece años ya era un aprendiz de carros de los encargados William and Henry Tomlison. Se quedó con ellos durante siete años. Su situación le inspiró el deseo de una mejor forma de vida para sí mismo. Quería una simple, pero muy respetada vida y ser capaz de ganar su propio salario. Quería ser capaz de tomar decisiones por sí mismo, en todo lo que él hizo. Fue entonces cuando él supo que algo divertido y entretenido como una carrera en el arte podría satisfacer sus objetivos. Pasó tres años contemplando lo que su vida significó para él, y su pasión por el arte creció fuerte. Sus compromisos religiosos afectaban sus pensamientos sobre la vida y el arte de muchas maneras. En 1803, se casó con una mujer Quáker llamada Sarah Worstall.
En ese momento, trabajó en una tienda en Milford como entrenador de pintura. Con el dinero que había ganado, fue lo suficientemente capaz de mantener a su familia. En 1812 su congregación lo registró como un ministro y comenzaron a reconocer un don especial en él. En 1813 él comenzó a viajar a lo largo de Filadelfia como un predicador cuáquero. Sus gastos de viaje y las necesidades de apoyo estaban en crecimiento causado por una familia con algunos problemas financieros. Hicks decidió ampliar su comercio de la pintura a los objetos de casa - sobre la petición -, así como signos de taberna. Él fue capaz de hacer una gran cantidad de dinero a través del comercio de su pintura. Sin embargo, daba un gran malestar a la comunidad cuáquera, porque esto contradijo la simple aduana que ellos respetaban. La comunidad cuáquera - en este momento en la historia-también fue creciendo en Pensilvania en este momento debido a los nuevos colonos que llegaban. No todo el mundo en la expansión de la comunidad tenía un problema con Hicks; En ese momento su comunidad fue creciendo tan rápidamente que muchos se bifurcaron hacia las sectas. Varias sectas fueron representadas por muchos estadounidenses diferentes y varios ideales sobre la vida buena. Estas diferencias a veces en conflicto el uno con el otro, es lo que desalienta a Edward Hicks, quien abandona predicar en la comunidad cuáquera. Hicks decidió entonces convertirse en un agricultor,que sólo hizo asuntos financieros peores para él. No tenía la experiencia necesaria para cultivar la tierra, o ejecutar una granja principalmente por su propia cuenta. En 1816, su esposa estaba esperando un quinto niño. Una solución financiera tenía que ser encontrado antes. Un amigo cercano de Hicks - John Comly - convencido del pintor de Long Island se puso en relación y habló con Hicks sobre su pintura. Fue entonces cuando comenzó la pintura de Edward con un caballete, y sobre lienzo.
Él tenía toda la experiencia necesaria en este ámbito, a diferencia de la agricultura. Esta sugerencia amistosa salvó a Edward Hicks del desastre financiero. Asimismo, conserva su medio de vida no como un ministro cuáquero, sino como un artista cuáquero. Muchos cuáqueros según su creencia prohibían la idea de vivir una vida de lujo o que tengan cantidades excesivas de objetos o materiales. Hicks fue incapaz de mantener su trabajo como pintor y predicador al mismo tiempo. Él completamente transicionado a una vida de pintura, utilizó sus lienzos como una forma de transmitir sus creencias personales. Aunque Edward Hicks disfrutaba de la predicación y la difusión de las palabras de la fe cuáquera, los significados que para él tenían los demás, era que disfrutaba mucho mejor la pintura. Fue ilimitado en las normas de su congregación, y fue capaz de expresar libremente lo que la religión no podía, la concepción humana de la fe. En todo individuo las creencias varían, pero ni la comunidad cuáquera, lo aceptada fácilmente. Para Hicks, estas mismas creencias personales eran aceptados y conservados sobre lienzo. Los televidentes pudieron percibir su trabajo y crear sus propias interpretaciones.
A pesar de que no se consideraba una imagen religiosa, Hicks en muchas de sus creaciones en su reino pacífico ofrece muchas cualidades de los Quaker. Muchos de los trabajos de Hick y la fe cuáquera fue extrañamente inspirado en la Biblia. Por ejemplo, este cuadro incluye a muchos animales. Estos animales significan el Arca de Noé pasaje en la Biblia, que los cuáqueros entendían.

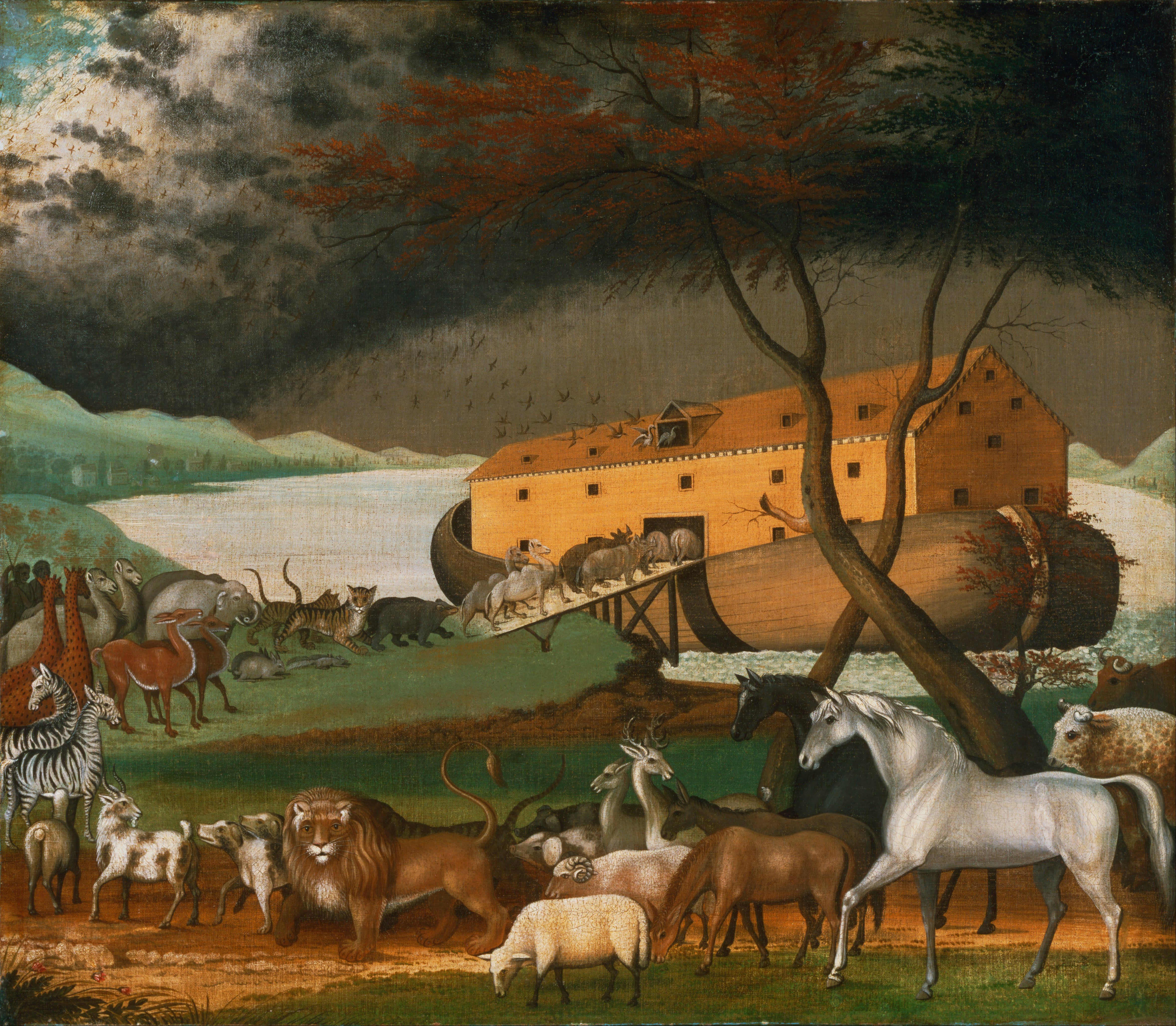
Pintura del estadounidense Edward Hicks (1780-1849), que muestra a los animales embarcando de dos en dos antes de entrar al Arca de Noé.

En el caso de Reino pacífico, produjo 61 re-creaciones de la misma. Hicks utilizó su pintura como una forma de definir su interés central, que es la búsqueda de un alma redimida. Este tema fue también una de sus creencias teológicas.
Hicks utiliza símbolos tradicionales en su trabajo. Sin embargo, no refleja adecuadamente su personal concepto Quaker de salvación. Hicks, por consiguiente, alteraba su imagen. Su, todavía hoy, personal concepto de la salvación sigue estando insuficientemente comprendido por muchos. Tal vez él había tenido la intención de que los espectadores se encuentren con sus propias respuestas con la ayuda e inspiración ofrecida por sus pinturas. El trabajo de Hicks también fue fuertemente influenciado por una determinada creencia de Quaker a que se refiere como la luz interior.
George Fox fue el jefe de Quaker, junto con otros formuladores establecidos y predicó la doctrina de luz interior. Fox explicó que a lo largo del conocimiento de las Escrituras, muchas personas alcanzan la salvación dando la voluntad de poder divino de Cristo y el "Cristo dentro". Este concepto "Cristo en ti" se deriva de la Biblia, de Colosenses 1:27. Se trata de una fuerte característica del trabajo de Edward Hicks. Hicks disfrutaba utilizando referencias de los seres humanos y los animales representando la luz interior y la idea de romper las barreras físicas (de diferencia entre dos personas) para trabajar y vivir en paz juntos. En muchas de sus pinturas también hace de esta muestra este concepto con la gente, como los indios americanos y los colonos de Pensilvania. Hicks fue también en gran medida contra el poder británico en Estados Unidos, y espera que Penn podría ayudar a asegurar la reforma. Un fuerte partidario del Partido Republicano, Hicks apreciaba a William Penn por lo que era en lo que respecta a la libertad de América y la comunidad cuáquera. Penn era una especie de modelo para Hicks en lo que respecta al bienestar general América. Al igual que Penn, Hicks también se opuso a la jerarquía de Bretaña. Hicks más admiraba a Penn por establecer el tratado de Pensilvania con los nativos americanos, porque es un estado que fomentó firmemente la comunidad cuáquera.
La primera gran exposición de Edward Hicks tuvo lugar en 1960 en Williamsburg, Virginia. A pesar de que se dedicó a la vida de trabajo de artista, obtuvo comentarios mixtos debido al hecho de que Hicks tenía un hábito de repetir lo largo de diversos acuerdos y otra vez. La presentación más impactante de Hicks fue en 1826. Reinos de la Subdivisión, fue en ese momento, en el Museo de Arte de Filadelfia. Edward ha creado su propio movimiento de arte en un sentido. Inspirado por diversos pasajes de la Biblia, sus antecedentes Quaker, y la fe personal, todos los trabajos de Hicks se basan en sus sentimientos sobre el mundo que le rodea. Cuando pinta, la labor se centra por completo en materia religiosa, durante el uso de acontecimientos de actualidad a retratar. Las pinturas también crean un sentido de naturaleza religiosa y valor, no fueron creados por fama o fortuna. Hicks también creó un sistema de símbolo establecido para transmitir significado a través de su arte.  Él usó los depredadores (como los leones) y las presas (como corderos) en sus cuadros uno al lado del otro para mostrar el tema de la paz. Reinos pacífico de la Subdivisión (1826 - 30), se encuentra ahora en Reynolda House, Museum of American Art, Winston - Salem, Carolina del Norte. Es un gran ejemplo del legado de Hicks. Hicks también utiliza sencillos esquemas de color como otra forma de transmitir la sencillez, pero también para no distraer a los televidentes del verdadero contenido. También utilizó muchos de los mismos títulos, relaciones de figura y vistas de fondo de primer plano.
Como se ha señalado anteriormente, muchos trabajos de Hicks incluyen las similitudes que varían desde la pintura a la pintura. Por ejemplo, en el 1834 su versión de "Reino pacífico" y la versión 1845 de "La Residencia del hermano David", la imagen de plano tanto ofrecen muchas comparaciones (por favor vea dos primeras pinturas muestran en la galería de imágenes). En primer lugar, el área derecha de ambas pinturas parece ser el área más congestionada. Dentro de estos, los objetos de mayor tamaño no son del todo las formas más cercano en el plano imagen. En lugar de ello, el tamaño del objeto parece reflejar la importancia del mismo. El buey y el león son los más grandes objetos en "Reino pacífica", y la casa es el objeto más grande en "La Residencia de David hermanamiento". Ambas pinturas muestran los seres humanos y animales que interactúan en conjunto, que es muy importante. Hay un gran sentido de comunidad que ofrece tanto porque la gente es como tratar de lograr algo. En el caso de "Reino pacífico", hay colonos en los antecedentes, la firma de un tratado con los nativos americanos. En todos los trabajo de Hicks, la materia es clara en el sentido de que un espectador debe tener más de vista en cada pintura, a fin de entenderlo. Su obra retrata la calma y la paz, que tendrá lugar en vez de una brusca acción. Los títulos no sólo ayudan a explicar la materia, sino que también ayudan a diferenciar sus obras, porque algunas son similares entre sí. Sin embargo, ninguna de sus pinturas son completamente idénticas. Aunque Hicks podría haber presentado su tema diferente, el hecho de que él lo presente así lo hace más un artista individual. Composicionalmente, hay ciertas estructuras y modelos que Hicks sigue (como menciones anteriores) dentro de todo su trabajo. Le gusta mostrar a fondo a través de objetos y objetos de tamaño antes de pasar a la luz y las sombras. El primer plano, el medio y el fondo son todos definidos por objetos, animales, paisajes, seres humanos, y horizontes. Una calidad que atrae a los espectadores de Hicks es el trabajo del uso de repetición entre sus pinturas. Dentro de sus pinturas, su estilo único de la captura de "paz" es también interesante. Muchas de las formas en su obra parecen ser orgánica, fluyentes y suaves. Este es también un camino para el artista de transmitir tranquilidad y paz. A pesar de que el espacio puede parecer superficial la imagen de plano de estas pinturas, el contenido y el mensaje son mucho más profundas. Dentro de su trabajo, un espectador debe prestar mucha atención al número de personas u objetos dentro de una pintura, ya que varían de pintura a pintura. Además, hay que prestar mucha atención a los gestos de las personas y los animales en las pinturas, con el fin de entender el significado. Hicks casi siempre pinta escenas al aire libre, en la que la fuente de luz es el sol o el cielo. Una vez más, Hicks utiliza pequeñas variaciones de detalle como una manera de forzar a los espectadores a prestar atención al contenido porque son deliberados y útiles. Los esquemas de color de su obra no son complicados. Esta es otra manera que Hicks intenta transmitir "uniformidad" o paz. La mayoría de estas pinturas son asimétricamente equilibradas. Esto se utiliza como una forma de activar la pintura del espacio y la proporción. También se está utilizando como una manera de reflejar las acciones que tienen lugar entre grupos de personas y animales dentro de la obra. 
A continuación se presentan algunas citas de los cuáqueros y predicador artista en el arte y la religión: La Cristiandad me aparece claramente ser uno de aquellos artes insignificantes, insignificantes, que nunca han sido de ninguna ventaja sustancial a la humanidad. Si el mundo cristiano estuviera en el verdadero espíritu de Cristo, no creo que hubiera tal cosa como un pintor fino en la Cristiandad.
Fallece un 23 de agosto de 1849.

## Galería de trabajos principales

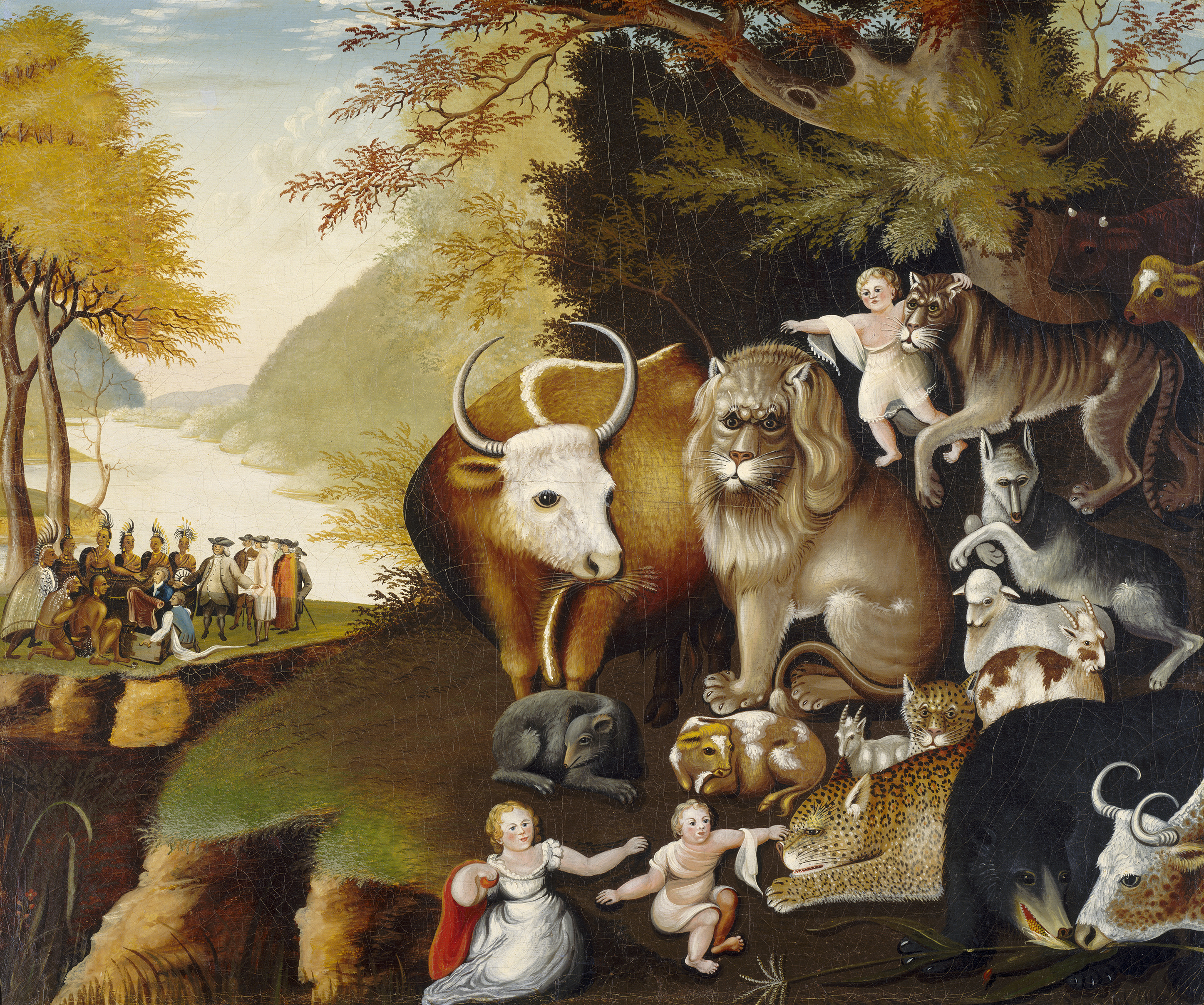
Reino pacífico (c. 1834)
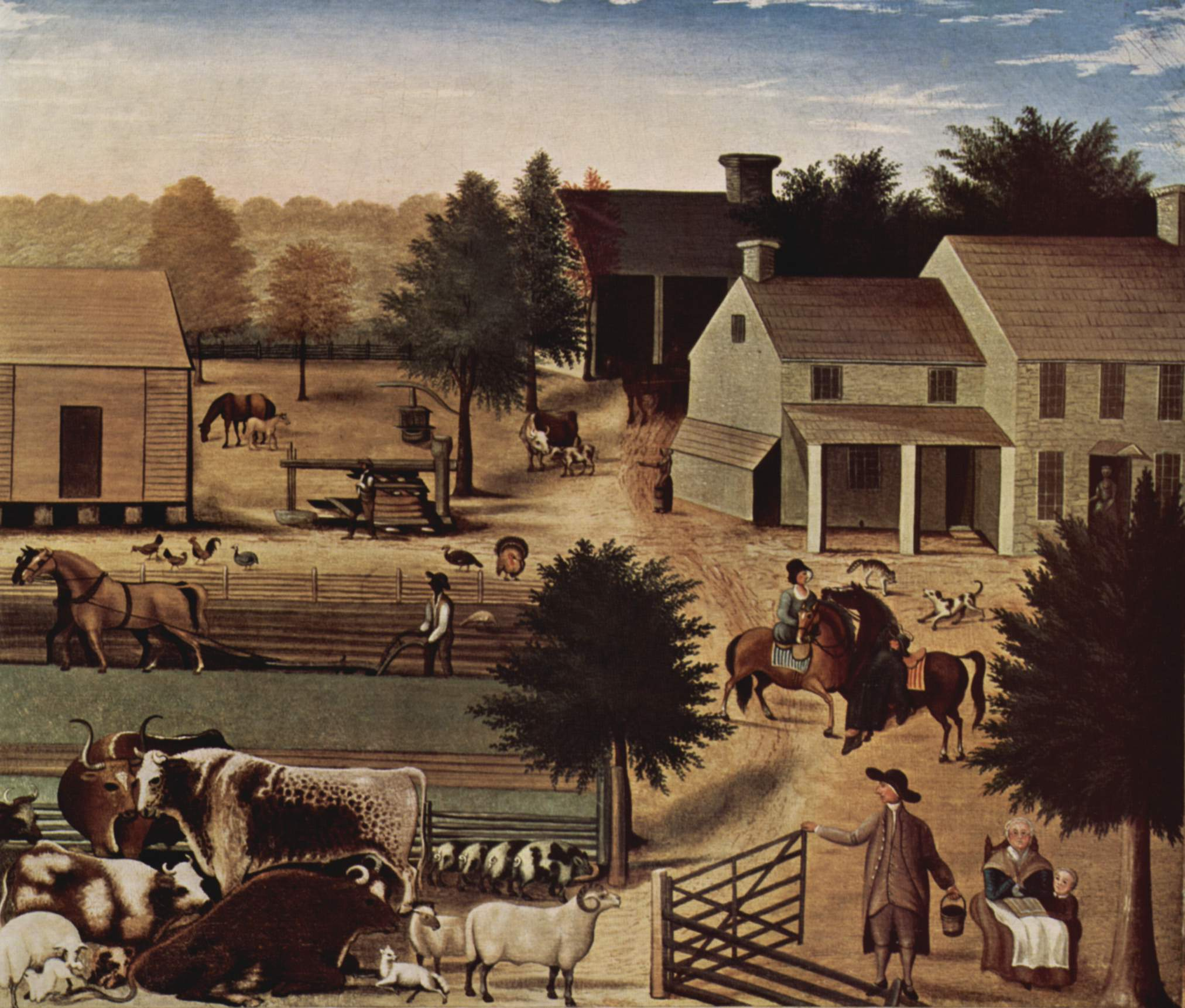
La residencia del hermano David (1845–1848)
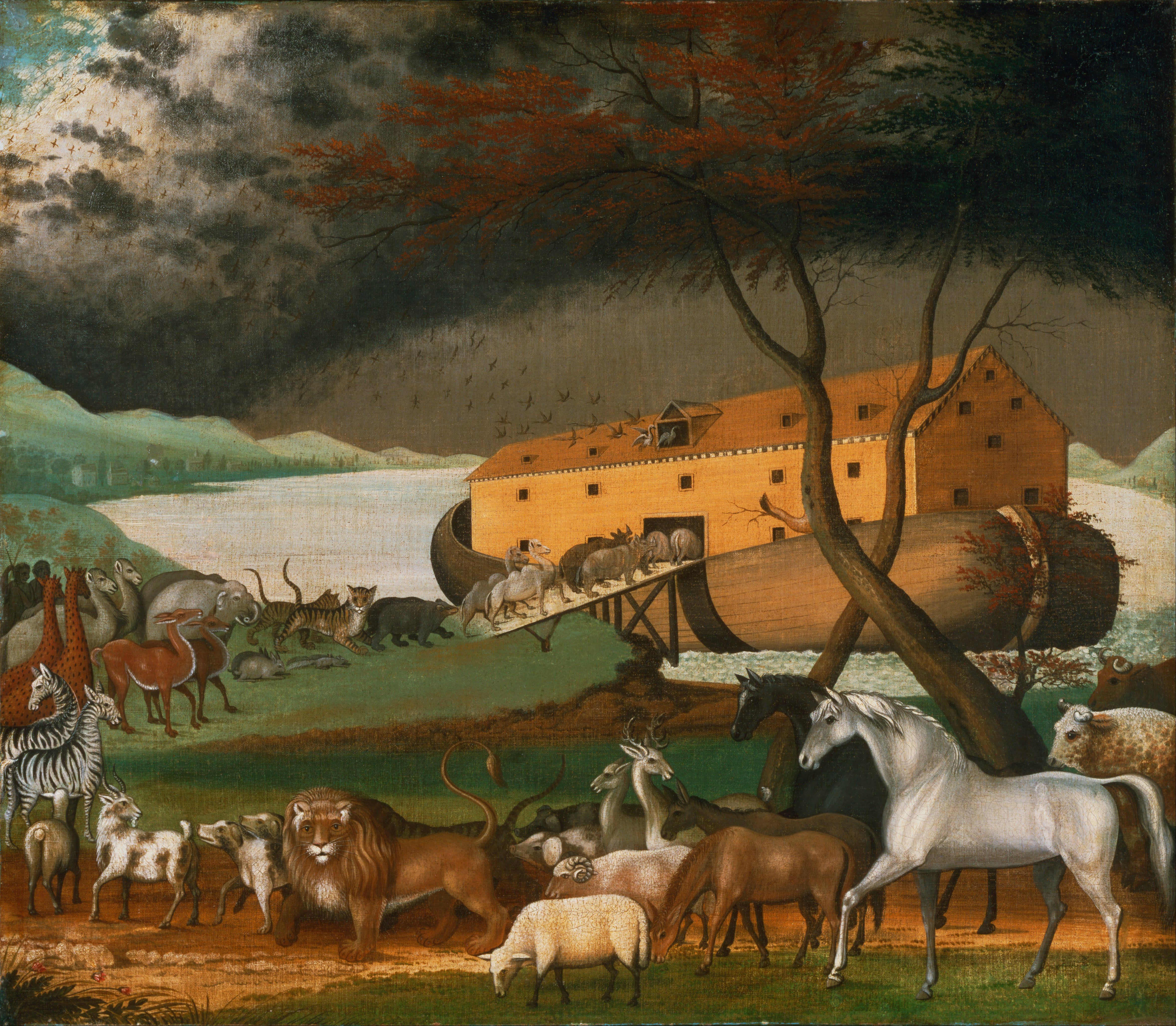
El arca de Noé (1846)
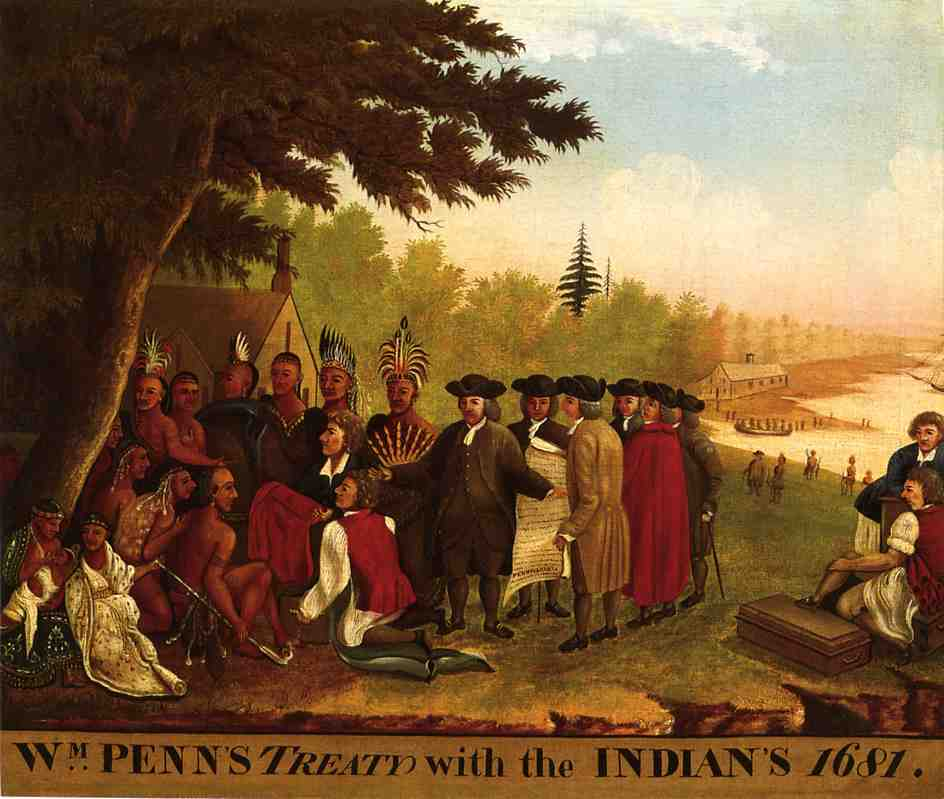
El Tratado de Penn (1847)
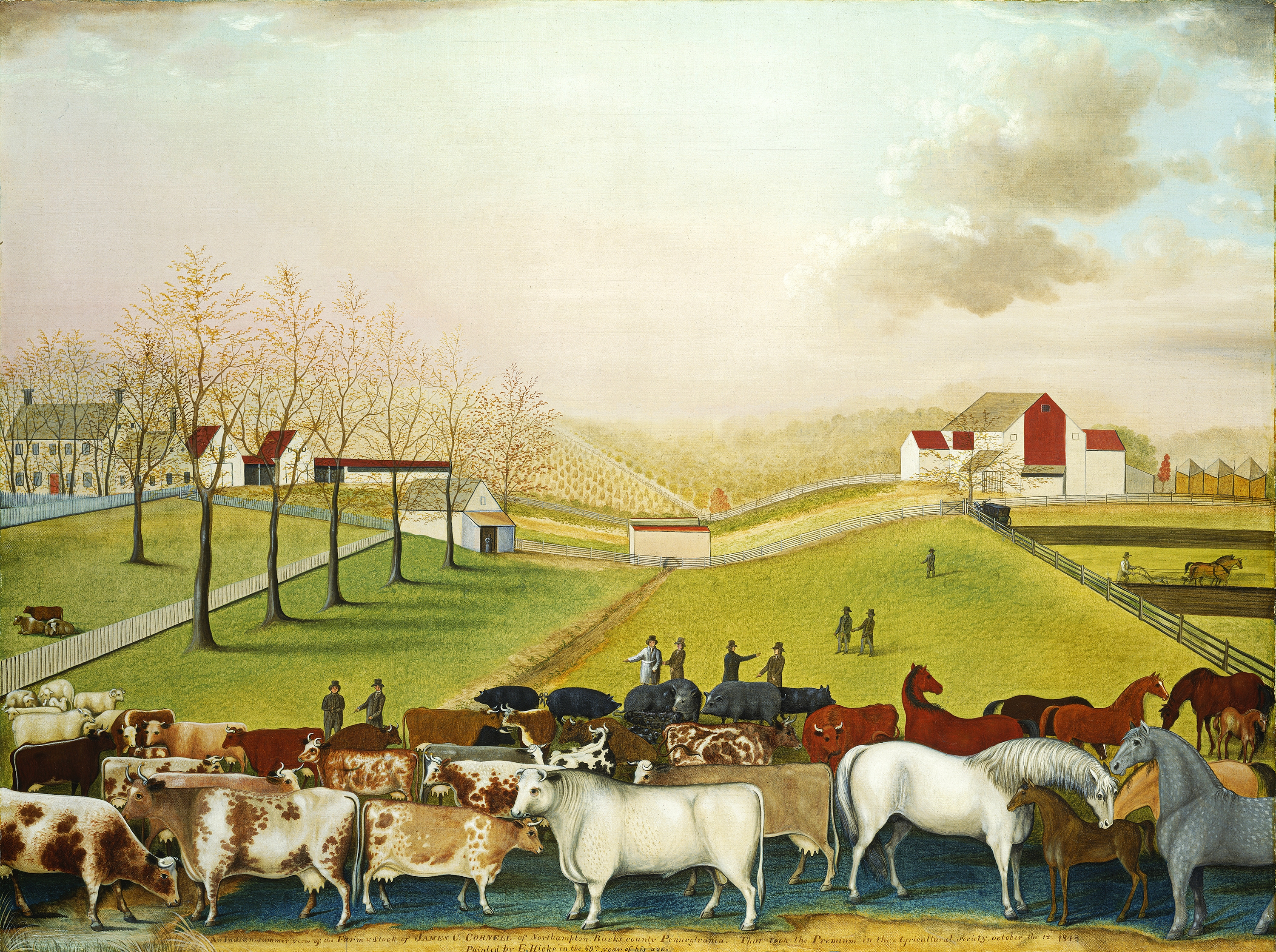
La Granja de Cornell (1848)

## Trabajos seleccionados y sus ubicaciones
- La residencia del hermano David 1785. (1846), American Folk Art Museum en Nueva York
- Reino pacífico , c. 1833, Worcester Art Museum en Worcester, Massachusetts
- The Falls of Niagara, c. 1825, y Reino pacífico, ca. 1830-1832, Metropolitan Museum of Art en Nueva York
- El tratado de Penn con los indios, c. 1830–1840, Museo de arte fino en Houston, Tejas
- Arca Noé, 1846 y Reino Pacífico, c. 1844–1846, el Philadelphia Museum of Art, Filadelfia
- Tumba de Guillermo Penn, 1847, Museo de Arte de Newark en Newark, Nueva Jersey
- La Granja de Cornell , 1848; The Grave of William Penn, c. 1847–1848; The Landing of Columbus, c. 1837; Reino Pacífico, c. 1834; El tratado de Penn con los indios, c. 1840–1844; y El retrato de un niño, c. 1840, en el National Gallery of Art en Washington, D. C.
- Reino Pacífico, 1830-1832, Montgomery Museum of Fine Arts, Montgomery, Alabama